# Nachal Mo'ed
Nachal Mo'ed (hebrejsky: נחל מועד) je krátké vádí v severním Izraeli, ve vysočině Ramat Menaše.
Začíná v nadmořské výšce přes 200 metrů nad mořem, v severní části vysočiny Ramat Menaše, severně od vesnice Ramot Menaše. Odtud vádí směřuje k jihozápadu odlesněnou, mírně zvlněnou krajinou, podchází těleso dálnice číslo 6 a zprava ústí do vádí Nachal Menaše.